# Крупнов, Александр Иванович
Александр Иванович Крупнов (род. 1939) — советский и российский учёный-психолог и педагог, доктор психологических наук (1985), профессор (1987); действительный член Международной академии наук педагогического образования (МАНПО) и Российской академии наук высшей школы.
Автор многих трудов по проблемам общей психологии, психологии личности и дифференциальной психологии.

## Биография
Родился 26 апреля 1939 года.
В 1966 году окончил Свердловский государственный педагогический институт (СГПИ, ныне Уральский государственный педагогический университет) по специальности «Русский язык и литература». В 1971 году под руководством профессора В. Д. Небылицына защитил диссертацию на соискание ученой степени кандидата психологических наук на тему «Динамические характеристики активности поведения и их электроэнцефалографические корреляты».
В 1971—1972 годах работал старшим преподавателем кафедры психологии СГПИ, в 1973—1984 годах — заведующий кафедрой психологии этого вуза. В 1975	году Крупнову было присвоено ученое звание доцента по кафедре психологии. В 1980—1984 годах он руководил Уральским Обществом психологов при Академии наук СССР. В 1985 году защитил диссертацию на соискание степени доктора психологических наук на тему «Психофизиологический анализ индивидуальных различий активности человека».
С 1984 года А. И. Крупнов работает в Российском университете дружбы народов (профессор с 1987 года), где в 1990—2010 годах заведовал кафедрой педагогики и психологии (ныне — кафедра социальной и дифференциальной психологии), в 2010—2018 годах был профессором кафедры социальной и дифференциальной психологии, а с 2018 года является профессором-консультантом. Также преподавал на кафедре психологии развития и акмеологии Московского гуманитарного университета. Под его руководством защищены 40 кандидатских и 6 докторских диссертаций.
Александр Иванович Крупнов кроме научной и педагогической деятельности, был членом диссертационных советов Российского университета дружбы народов и Московского гуманитарного университета; членом редколлегии журналов «Педагогическое образование и наука», «Проблемы теории и методики обучения», «Вестник Российского университета дружбы народов. Серия „Педагогика и психология“»; членом экспертной комиссии ВАК Российской Федерации.
Награждён медалями «Ветеран труда» и «В память 850-летия Москвы», «Отличник народного просвещения РСФСР», «Почетный работник высшего образования России».